# Transandinomys bolivaris
Transandinomys bolivaris is een zoogdier uit de familie van de Cricetidae. De wetenschappelijke naam van de soort werd voor het eerst geldig gepubliceerd door J.A. Allen in 1901.
Transandinomys bolivaris heeft een kop-romplengte van 10 tot 14 cm, een staartlengte van 10 tot 13 cm en een gewicht van 39 tot 75 gram. De soort leeft in regenwouden van zeeniveau tot 1.500 meter hoogte. Het verspreidingsgebied loopt langs de Atlantische kust van Honduras tot oostelijk Panama  en langs de Pacifische kust van oostelijk Panama tot het noordwesten van Ecuador. Transandinomys bolivaris is nachtactief.